# Verdingkinder

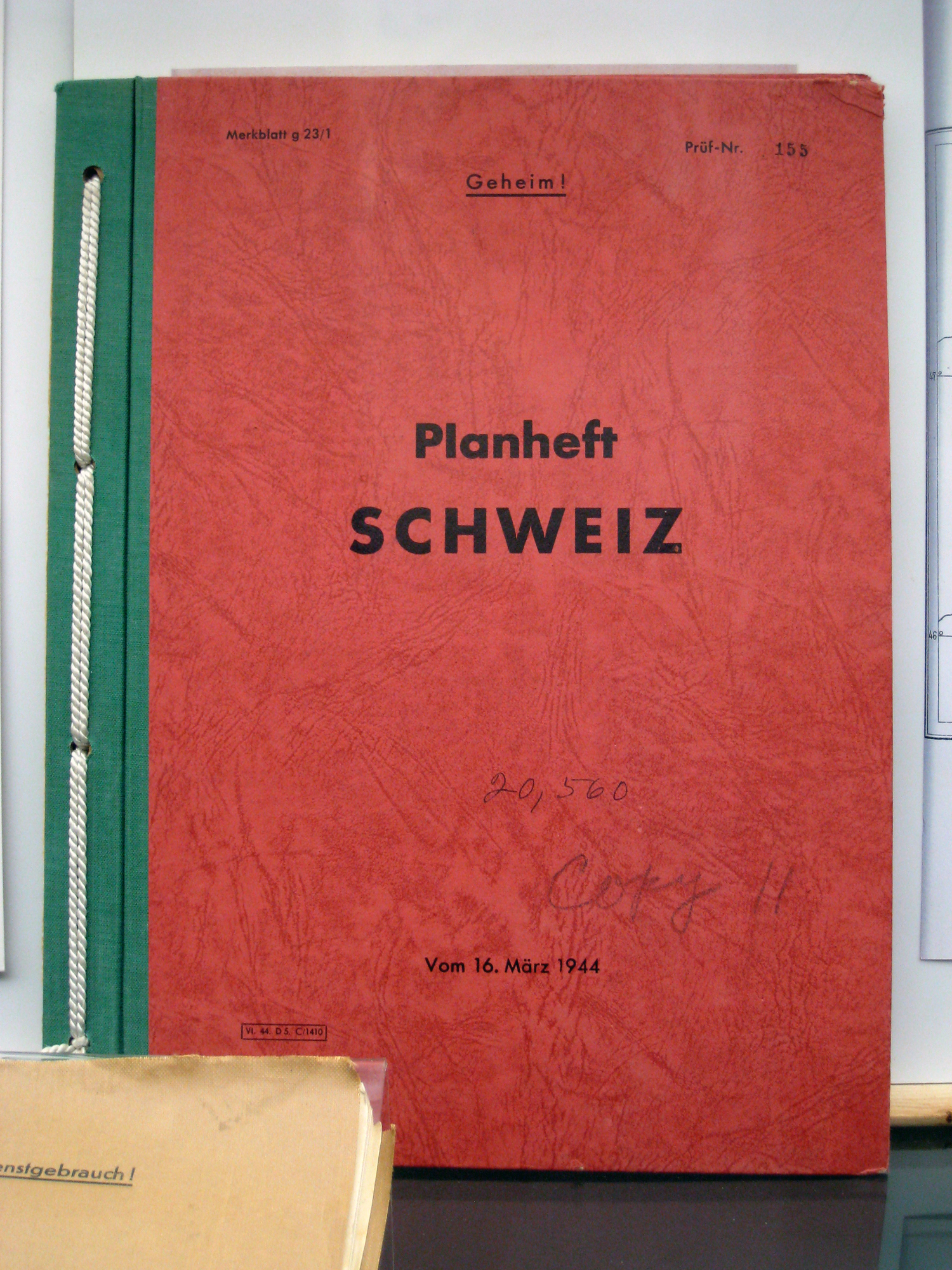
Блокнот для планирования 1944 года, Швейцария, автор Emilfrey

Verdingkinder, «контрактные дети» — дети в Швейцарии, которые были изъяты у своих родителей, часто из-за нищеты или по причинам социального и даже морального характера (например, мать незамужняя, очень бедная, но при этом ещё и конфликтная, отказывается от чего-либо общественно значимого, при этом не посещает церковь ни одной из конфессий и т. д.), и отправлены жить в семьи фермеров, которым была нужна дешевая рабочая сила. Многие из этих детей, повзрослев, предъявили претензии к государству за жестокое обращение, лишение их детства, любви, допущение со стороны государства пренебрежения к их подлинным потребностям, как, например, образование того качества, которое предоставляла городская школа по сравнению с сельскими и другого физического и психологического насилия. Схема Verdingkinder была распространена в Швейцарии до 1960-х годов. Существуют свидетельства её существования и в более позднее время, вплоть до середины 1970-х годов.

## История

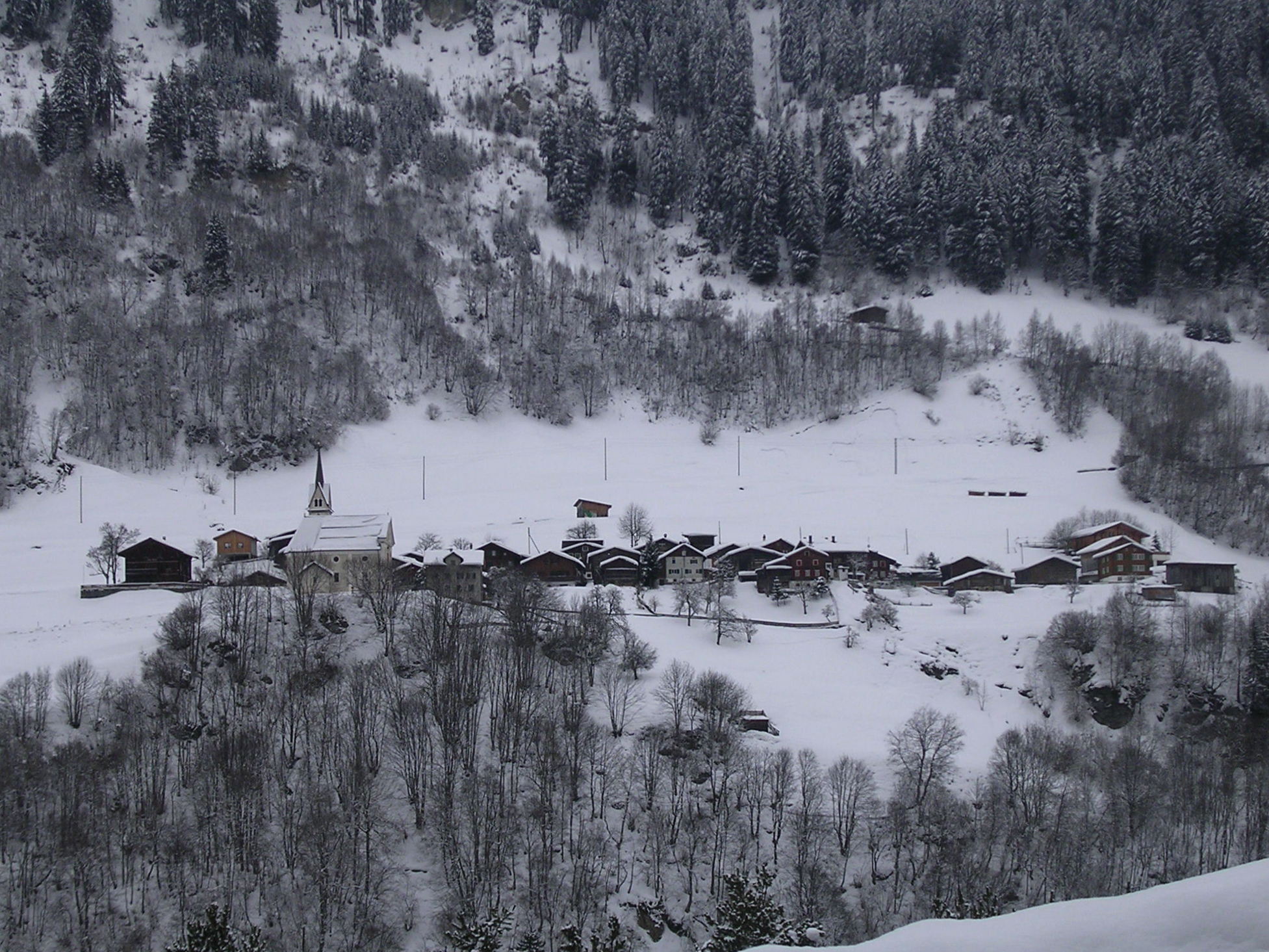
Деревня Кавардирас, община Дизентис, Швейцария

Исследования историка Марко Льюенбергера выявили, что в 1930 году насчитывалось около 35 000 детей, оказавшихся в роли батраков или на принудительных работах в производстве. Учёный выссказал подозрение, что реальная цифра была вдвое больше: в период с 1920 по 1970 год и позднее около 100 000 детей, как полагают, были помещены в чужие семьи или дома. Проводились государственные аукционы, на которых дети передавались фермерам властями в обмен на взимание с получателя ребёнка минимальной платы, чем государство обеспечивало фермы дешёвой рабочей силой, одновременно освобождая себя от финансового бремени по содержанию детей из семей, нуждавшихся в поддержке. Из истории вопроса известно так же, что в 1930-е годы 20 % всех сельскохозяйственных работ в германоязычном кантоне Берн выполнялись детьми в возрасте до 15 лет.
Официальное извинение перед гражданами, которые были в школьном возрасте отняты у родителей и принудительно привлечены государством к тяжёлым работам, перенеся тяготы исторически и политически спорного времени, было сделано швейцарским правительством лишь 11 апреля 2013 года.

## В культуре
В 2008 году Роланд Бегерт, опубликовал свой автобиографический роман «Lange Jahre fremd» (в переводе на русский «Долгие годы вдали от дома»). Выход книги вызвал волнения в Швейцарии, затронув тему, на которую как власти, так и общественность в течение десятилетий закрывали глаза. История юных лет Бегерта повествовала о том, как малообеспеченные подростки были привлечены к трудовой деятельности в промышленности после войны, когда не хватало взрослых трудящихся. В 2012 в Швейцарии была открыта выставка «Verdingkinder Reden» («Дети по контракту говорят»). Мероприятие впервые привлекло внимание к этой проблеме в формате длительно функционирующего публичного места для посещений.
За год до того, в 2011 году, вышел в свет художественный фильм «Der Verdingbub»(«The Foster Boy»). В российском прокате фильм был представлен под названием «Приёмыши». В кинотеатрах Швейцарии кинокартина в 2012 году вышла на первое место по кассовым сборам. Сценарист фильма Плинио Бахман трансформировал текст кинодрамы в театральную пьесу и поставил по ней в городском театре Берна спектакль, премьерный показ которого состоялся в 2017 году.